# Caserma Serafino Gnutti
La "Serafino Gnutti" era una caserma di Brescia. Insediata all'inizio dell'Ottocento nei locali del soppresso convento di San Bartolomeo nel centro della città, venne duramente danneggiata dai bombardamenti della seconda guerra mondiale. Rinata nel dopoguerra, è stata definitivamente chiusa nel 2009.

## Storia
Aperta all'inizio dell'Ottocento nei locali del soppresso convento di San Bartolomeo nel centro della città, a partire dal 1812, vi si produssero armi da fuoco diventando l'Arsenale di Brescia. Qui venivano revisionate tutte le armi individuali in dotazione al Regio Esercito, come il fucile Vetterli-Vitali e il Carcano Mod. 91 nelle sue varie versioni. Una variante del Carcano, il Mod. 91 TS (Truppe Speciali), fu prodotta quasi esclusivamente qui fra il 1898 e il 1919. Vi si producevano anche le corrispondenti munizioni da 6,5 × 52 mm.
Il 2 marzo 1945 l'installazione militare fu bersaglio di un massiccio bombardamento da parte di 71 B-24 Liberator dell'USAAF che fece danni in tutta la città. L'Arsenale fu raso al suolo e la chiesa di sant'Afra (oggi chiesa di Sant'Angela Merici), sita nelle immediate vicinanze, fu centrata da una bomba e crollò quasi completamente travolgendo coloro che vi avevano cercato rifugio. Il computo totale delle vittime fu di 80 fra la popolazione civile.
Dopo la Seconda guerra mondiale (1979) la caserma fu intitolata a Serafino Gnutti, Sottotenente degli Alpini, comandante di plotone del 6º Reggimento alpini Battaglione alpini “Val Chiese”, caduto in Albania il 21 gennaio 1941 e decorato con Medaglia d'Oro al Valor Militare "alla memoria" nella Campagna di Grecia. Nella caserma "Gnutti" erano acquartierate le sezioni Comando e Trasmissioni della Brigata Meccanizzata "Brescia".
Nel palazzo, nei saloni seicenteschi affrescati al piano terra ed al primo piano, era ospitato il Circolo Ufficiali di Presidio.
Nel 1989 il Comando Brigata "Brescia" pubblicò il volume "San Bartolomeo di Brescia. Da «Domus» degli Umiliati a caserma militare: sette secoli di storia del Palazzo dell'arsenale", nella collana di studi di storia dell'arte dell'editore Grafo, redatto dal ricercatore storico e pubblicista Enrico Manieri, in quel periodo in servizio come ufficiale di complemento presso il Comando Brigata "Brescia".
In seguito alla riorganizzazione post-Guerra fredda dell'Esercito Italiano, la Brigata fu sciolta e la caserma lasciata inutilizzata. L'edificio è stato quindi alienato dal Ministero della difesa nel luglio 2009 e messa all'asta l'anno successivo, nel luglio 2010. L'asta si è conclusa con l'acquisto del complesso da parte della società immobiliare Nibofin per circa 9,1 milioni di euro.